# سرگئی پاولف
سرگئی ایوانوویچ پاولف (روسی: Серге́й Ива́нович Па́влов؛ زادهٔ ۳۰ ژوئن ۱۹۳۵ - ۱۸ آوریل ۲۱۰۹) نویسنده اهل روسیه بود.
وی از سال ۱۹۷۰ میلادی عضو «اتحادیهٔ نویسندگان اتحاد جماهیر سوسیالیستی شوروی» بود و در سال ۱۹۸۵ میلادی، برندهٔ جایزه آئیلیتا شد. او تلاش کرد زبان پارینه سنگی اروپا را به عنوان سیستمی از سیگنال‌های تک‌هجایی کلمات که توسط جفت «صامت-مصوت» تشکیل شده‌اند، بازسازی کند.